# Analcina
Analcina là một chi bướm đêm thuộc họ Crambidae.